# Витченко, Степан Степанович
Степан Степанович Витченко (1909 Харьковская губерния — 30.06.1986, Ленинград) — советский пограничник (1931—1955), ветеран ВОВ. После увольнения в запас в звании полковника — бригадир слесарей-сборщиков Ленинградского производственного электромашиностроительного объединения «Электросила» Министерства электротехнической промышленности СССР, основатель движения трудового наставничества на этом объединении. Успехи в воспитательной и производственной деятельности его как бригадира отмечены званием Герой Социалистического Труда (1974) и другими наградами.

## Биография
Родился в 1909 году в Харьковской губернии Российской империи, в крестьянской семье.
Начал работать в слесарно-механической мастерской, в которой обучился на слесаря.
После того, как вступил в комсомол, работал строителем (участвовал в строительстве железнодорожного депо и угольной шахты «17-бис»), а затем шахтёром на угольной шахте в Донбассе.
Когда в 1931 году на шахту приехали пограничники отбирать допризывную молодёжь для службы в пограничных войсках, записался добровольцем.

### Военная служба
Отличился в ходе финской войны. Был награждён орденом Красной Звезды после того, как во главе штурмовой группы захватил заминированный мост через реку, который охраняли три станковых пулемёта финнов (атака на мост была проведена без артиллерийской подготовки и оказалась неожиданной для противника).
В 1941 году ст. политрук С. С. Витченко являлся помощником начальника политотдела Ленинградского округа по комсомольской работе.
22 июня 1941 года встретил в Москве, где получил направление на новое место службы, на следующий день прибыл в Ленинград на должность в одном из пограничных отрядов.
После окончания войны продолжил службу в пограничных войсках — сначала в Закавказье, затем в Прибалтике.
В 1955 году вышел в отставку по болезни в звании полковника запаса, переехал в Ленинград.

### В запасе, но не на отдыхе
Но в свои 46 лет Витченко не в силах сидеть дома, он ищет возможность применения своего опыта и сил, обращается в комиссии по трудоустройству при райисполкоме и при райкоме, но там ему предлагают только места для «свадебных генералов», к примеру, руководителя дома культуры и т. п., где, в представлении Витченко, только «бумажки перекладывают». А на рядовые должности отставного офицера не очень-то и берут… Тем не менее ему удаётся самостоятельно устроиться и начать работать на строительстве жилого дома, после окончания постройки которого стал слесарем слесарно-сборочного цеха № 8 завода «Электросила».
В своей книге С. С. Витченко описывает, как он оказался на этом заводе и именно в этом цеху. Помог случай, а точнее — встреча со старым знакомым майором Ивановым, с которым они раньше служили на границе, а ныне трудившемся на заводе «Электросила», располагавшемся буквально напротив дома, где жил Витченко. Майор предложил познакомить Степана Степановича с заводом и они вместе через несколько дней прошли по разным цехам, осмотрели производства, познакомились с руководителями некоторых из них. В ходе обхода цехов Витченко попал и в слесарную мастерскую, где ему вспомнился свой опыт освоения основ слесарного дела ещё до призыва в пограничные войска, и попросил принять его именно сюда (хотя этот участок считается далеко не самым чистым, престижным и т. п.) на заводе. Начальник цеха сначала также пробовал предложить ему «место получше», но полковник стоял на своём — и его оформили в цех «Электросилы» слесарем с месячным испытательным сроком.
Многие друзья и знакомые, особенно из числа отставных военных, также как и сын, восприняли это как чудачество (и пенсии хватает, и как это полковнику — слесарем…). Много сомнений о том, надолго ли хватит у Степана Степановича трудового запала, было и у новых сослуживцев по заводу. Но он выдержал испытательный срок и остался работать, постепенно вышел на выполнение полной нормы выработки, а потом, благодаря военной собранности, внимательности и творческому подходу к разумному совершенствованию технологического процесса и применяемой оснастки (всего за годы работы Витченко было предложено и внедрено более 30 рацпредложений) начинает перевыполнять нормы. О нём появляется небольшая статья в ленинградской газете, на которую обращают внимание в горвоенкомате, и, с учётом заметного (послевоенного) сокращения советских вооружённых сил в те годы, когда в отставку и в запас было уволено немало офицеров, С. С. Витченко предлагают провести встречу с отставниками, рассказать о своём опыте, возможно, кто-то последует его примеру. Встреча состоялась, отклики и мнения на пример Витченко были самые разные, но нашлись и последователи, часть которых пришла на завод «Электросила» в тот же цех. Естественным образом Степану Степановичу скоро поручили руководить этой бригадой, которую на заводе быстро прозвали «полковничьей». У многих новых рабочих из числа бывших офицеров производственного опыта не было совсем, они испытывали большие трудности в освоении новых специальностей, но их настойчивость, выдержка и взаимовыручка постепенно позволила выйти на выполнение норм.

### Наставник трудовой смены
В те годы (начало 1960-х) на завод привлекалось довольно много молодёжи, в том числе подростков из неполных и неблагополучных семей, выпускников детских домов-интернатов. Многие из них принимались на завод ещё до 16 лет и, в силу особенностей возраста, а также декларативности и формальности воспитательной работы в советской средней школе (о чём неоднократно с горечью пишет Витченко в своей книге), не были настроены на соблюдение трудовой дисциплины и освоение трудовой деятельности. Существовавшая система шефства более опытными рабочими над пришедшими на завод подростками, как вскоре заметил Степан Степанович, не решала как многие воспитательные, так и учебные вопросы социализации рабочих подростков на заводе. Нарушения трудового порядка при этом не ограничивались прогулами и пьянством, а доходили до таких «развлечений», как неожиданный поджог промасленной рубашки, в которой трудился один из молодых рабочих, другим. Пострадавший попал с ожогами на несколько недель в больницу, «шутник» — в исправительную колонию, а возмущённый таким положением дел Витченко, глубоко обдумав происшедшее, выступил на партийном собрании цеха и заявил о принципиальных недостатках системы личного шефства над молодыми рабочими и в качестве решения предложил создавать молодёжные бригады, чтобы данные задачи решать в условиях и средствами коллектива. Что ему, как выдвинувшему данный почин, и предложили сделать.
Преодолев совместно с постоянно обновлявшимся составом бригады (часть молодёжи, достигнув призывного возраста, уходила на службу в армию, другие поступали в учебные заведения и т. п.) множество трудностей, коллектив постепенно вышел на выполнение норм выработки (до этого молодёжь приходилось постоянно дотировать за счёт других работников цеха), а затем и перевыполнение плана, улучшилась дисциплина. Члены бригады стали вовлекаться в учёбу, культурную самодеятельность, физкультуру (на рабочем месте, а также походы и тренировки в праздничные и выходные дни). В своей книге С. С. Витченко неоднократно упоминает, что успешно решить воспитательные и профессиональные задачи ему помогал не только его профессиональный и жизненный опыт, но и постоянное знакомство со специальной литературой по педагогике, из которой он особо и неоднократно выделял опыт А. С. Макаренко.
Через три года за высокие производственные достижения бригаде С. С. Витченко было присвоено звание коммунистической.
В результате, молодёжная бригада С. С. Витченко стала передовой и получила звание коммунистической. Помимо достижения высоких производственных показателей, деятельность С. С. Витченко как наставника способствовала успешной социализации подопечных, сохранению и передаче опыта (пять его воспитанников стали бригадирами и наставниками). За 15 лет рабочую школу Витченко прошли более 150 рабочих «Электросилы».

### Распространение опыта
Данный подход (воспитание в коллективе) в отличие от личного шефства, получил на предприятии название наставничества, таким образом С. С. Витченко оказался основателем на заводе этого движения, которое не без некоторой критики, выжидания и сомнений было признано сначала на самом заводе «Электросила», затем подхвачено на ряде других заводов Ленинграда.
В дальнейшем опыт С. С. Витченко был внедрён на ряде других предприятий СССР, Болгарии, Венгрии и ГДР.
Умер 30 июня 1986 года, похоронен на Сестрорецком кладбище.

### Награды и звания
Степан Степанович Витченко был награждён:
- 2-мя орденами Красной Звезды[1] (7 апреля 1940, 21.05.1947)
- 2-мя орденами Красного Знамени (26.08.1941, 23.05.1952)
- медаль «За боевые заслуги» (12 мая 1945)
- орденом Отечественной войны 1-й степени (14.02.1951)
- орденом Октябрьской Революции (20.04.1971)
- Медаль «Серп и Молот» № 16010 (23 апреля 1974)
- Орден Ленина (23 апреля 1974)
- Званием Героя Социалистического Труда (присвоено 23 апреля 1974 года)[2].

## Труды и книги
Автор более 30 рационализаторских предложений и книг:
- Витченко С. С. Дорогие наши мальчишки / [Вступ. статья В. Г. Делюкиной]. — Ленинград : Лениздат, 1973. — 216 с., 8 л. ил. : ил.; 16 см. — (Всероссийская серия «Зажги свою звезду»).
  - (2-е изд.) Витченко С. С. Дорогие наши мальчишки Архивная копия от 18 мая 2021 на Wayback Machine. Л.: Лениздат, 1978. 255 c.
- Витченко С. С. Встреча с юностью: [Рассказ бригадира-наставника ленингр. з-да «Электросила»] / [Лит. запись Э. Долота]. — Москва : Политиздат, 1979. — 160 с.
  - Встреча с юностью : [Рассказ бригадира-наставника ленингр. з-да "Электросила* Пер. с рус. / С. С. Витченко; Лит. запись Э. Долота]. — Кишинёв : Картя молдовеняскэ, 1984. — 183 с.; 20 см.
  - Встреча с юностью : [Рассказ Героя Соц. Труда бригадира-наставника Ленингр. з-да "Электросила* Пер. с рус.] / С. Витченко; [Лит. запись Э. Долота]. — Рига : Авотс, 1984. — 187 с.; 16 см.
- Слово наставника : [Рассказ бригадира слесарей-сварщиков об-ния «Электросила»] / С. С. Витченко; [Лит. запись В. Н. Беречинова]. — Москва : Изд-во ДОСААФ, 1979. — 63 с. : портр.; 20 см. — (Герои войны и труда — юным патриотам).

о нём
- Дягилев В. Я. Свидание с юностью Архивная копия от 18 мая 2021 на Wayback Machine : [Докум. повесть о бригадире-наставнике ленингр. з-да «Электросила» С. С. Витченко]. — Москва : Сов. Россия, 1972. — 208 с. : ил.; 17 см.
- Дягилев В. Я. Вечное дерево (роман о С. С. Витченко, как бригадире и наставнике молодёжи, в произведении назван Степаном Степановичем Стрелковым). — Л. : Сов. писатель (ленингр. отд.), 1979. — С. 225—527 (в сборнике из двух книг В. Я. Дягилева).

## Память, отражение в культуре и искусстве
- «Восемнадцать моих мальчишек» (СССР, 1967) — чёрно-белый документальный фильм ЛСДФ (режиссёр В. Гурьянов, сценарий В. Дягилева, оператор Ю. Александров) посвящён деятельности бригады С. С. Витченко[2][5].
- С. С. Витченко является прообразом главного героя художественного фильма «Полковник в отставке» (СССР, «Ленфильм», 1975)[2], экранизации романа В. Дягилева «Вечное дерево».

## Семья
Супруга — Зинаида Григорьевна (1915—2008).
В своей повести Степан Степанович также кратко упоминает о наличии у него с супругой сына и дочери